# Jenei Judit
Jenei Judit (Nyíregyháza, 1980. március  30. –) magyar színésznő.

## Életpályája
Nyíregyházán született, 1980. március 30-án. Színi tanulmányait Budapesten, Gór Nagy Mária Színitanodájában végezte. 2001-ben Mikó István, a Soproni Petőfi Színházhoz szerződtette. 2002-től a nyíregyházi Móricz Zsigmond Színház társulatának tagja. 2011-ben a Kelet-Színésze díjat kapott. Tanári diplomáját 2012-ben a Nyíregyházi Főiskolán szerezte meg ének-zene – népzene szakon.

## Fontosabb színházi szerepei
- William Shakespeare: Macbeth... Második boszorkány
- William Shakespeare: Ahogy nektek tetszik... Juci (parasztlány)
- Heinrich von Kleist: Tűzpróba avagy a Heilbronni Katica... Katica
- Heinrich von Kleist: Az eltört korsó... Éva
- Wolfgang Amadeus Mozart: A varázsfuvola... Első hölgy
- Friedrich Schiller: Ármány és szerelem... Lujza
- Szophoklész: Oidipusz... Thébaiak
- Fjodor Mihajlovics Dosztojevszkij: Ördögök... Dása Satova
- Anton Pavlovics Csehov: A manó... Szofja Alekszandrovna Szonya
- Mihail Afanaszjevics Bulgakov: A Mester és Margarita... Hella
- Bertolt Brecht: A szecsuáni jólélek... Szőnyegkereskedő ifjú neje
- Bertolt Brecht: Kurázsi mama és gyermekei... Yvette Pottier
- Gabriel García Márquez: Száz év magány... Remedios
- Peter Shaffer: Amadeus... Sophie Uhlich (a bécsi opera énekesnője)
- Neil Simon – Cy Coleman – Dorothy Fields: Édes Charity... Ursula
- Jean Cocteau: Rettenetes szülők... Madeleine
- Marc Camoletti: Leszállás Párizsban... Janet
- Jean Poiret: Kellemes Húsvéti Ünnepeket... Fabienne
- Jerry Herman – Harvey Fierstein: Őrült nők ketrece... Anne
- April De Angelis: Színházi bestiák... Ms. Farley
- Danny Rubin – Tim Minchin: Idétlen időkig... Mrs. Lancaster
- Petőfi Sándor: Tigris és hiéna... Judit (Borics felesége)
- Arany János – Balla Zsófia – Szőke Szabolcs: Rózsa és Ibolya... Ibolya
- Gaal József: A peleskei nótárius... Fanni, Zsuzsi
- Jókai Mór: A kőszívű ember fiai... Aranka
- Molnár Ferenc: Az ördög... Elza
- Molnár Ferenc: Liliom... Lujza
- Molnár Ferenc: Az üvegcipő... Társalkodónő
- Szép Ernő: Lila ákác... Hédi
- Lengyel Menyhért: Lenni vagy nem lenni... Ester
- László Miklós: Illatszertár... Második hölgy
- Márai Sándor: Kaland... Asszisztensnő
- Török Sándor: Ez az enyém... Sári (Nagymama, Ili, Bolly Márta)
- Örkény István: Kulcskeresők... Erika
- Szabó Magda – Egressy Zoltán: Tündér Lala... Írisz
- Hamvai Kornél: Castel Felice... Nő
- Szente Vajk: Legénybúcsú... Mona, a menyasszony
- Onder Csaba – Antal Balázs: Tirpákia Tündérkert... Laura
- Dés László – Nemes István – Böhm György – Korcsmáros György: Valahol Európában... Suhanc
- Fenyő Miklós – Tasnádi István: Made in Hungária... Bizsu (műsorvezető)
- Presser Gábor – Sztevanovity Dusán – Horváth Péter: A padlás... Robinson (a gép)
- Thornton Wilder – Michael Stewart – Jerry Herman: Hello, Dolly!... Ermengarde
- Eisemann Mihály: Fekete Péter... Mari (Hajnalék szobalánya)
- Ödön von Horváth: Kasimir és Karoline... Maria
- John Kander – Fred Ebb: Chicago... Gajda
- Nógrádi Gábor: Az anyu én vagyok... Olga
- Visky András: Fényárnyék... Sugár királylány
- Szálinger Balázs: A csillagszemű juhász... Királylány
- Tomku Kinga – Kazár Pál: Jonatán és a többiek... Alma
- Devecsery László: A kék pék... Kiflicske, a  pék felesége
- Papp Dániel: Ezeregyéjszaka... Hölgy, kofa, feleség, asszony, szabóné, orvosné
- Grimm fivérek: Farkas vs. Piroska... Nagymama

## Filmek, tv
- Kisváros (sorozat)

- Gyilkos hírek 2. (2001)
- Veszélyes napraforgók 1-2. (2001)
- Szeress most! (sorozat) (2004)... Emmeer Rita
- Miazma: avagy az ördög köve (2015)... Dr. Sáfrány Tamara
- Hamvai Kornél: Castel (színházi előadás tv-felvétele, 2017)
- William Shakespeare: Macbeth (színházi előadás tv-felvétele, 2019)
- Lélekpark (2021)... Gondozó 7.

## Önálló est
- A boldogság (h)arcai

## Díjai, elismerései
- Nyíregyháza Megyei Jogú Város Nívó-díja (2009)
- Lipót (Laudate Impulzív) díj – a Móricz Zsigmond Színház díja (2010; 2019)
- Kelet Színésze díj (2011) – a Kelet-Magyarország napilap olvasóinak szavazatai alapján